# NGC 4031
NGC 4031 este o galaxie spirală situată în constelația Ursa Mare. A fost descoperită în 6 aprilie 1864 de către Heinrich Louis d'Arrest.